# Notoryctes typhlops
Південний сумчастий кріт (Notoryctes typhlops) — вид сумчастих, що мешкає в пустелях центральної та південної Австралії. 

## Поведінка
Підземний, риючий вид, що час від часу виходить на поверхню, особливо після дощу. Його нори знаходяться в піщаних дюнах і на піщаних ґрунтах вздовж річкових русел. Поживою є, в основному, мурашки (їхні яйця) і терміти.

## Загрози та охорона
Про загрози мало відомо. Загрозою є хижацтво з боку лисиці та здичавілої кішки, можливо, дінго. Інші потенційні загрози для цього виду включають пожеж та зміни місць проживання, викликані витоптуванням ґрунту великою рогатою худобою та верблюдами. Зміна клімату може також становити загрозу для цього виду в майбутньому, так як прогнозується зміна кількості опадів і зміна температури. Цей вид знаходиться в Національному парку Ватарка і Національному парку Улуру-Ката Тьюта.

## Виноски
1. 1 2 3  Вебсайт [Архівовано 15 березня 2011 у Wayback Machine.] МСОП